# Under uret
|  | Denne artikel er oprettet af botten PalnaBot ud fra en ekstern database. Den kan derfor have sproglige fejl eller mangler. Denne skabelon kan fjernes efter kontrol af indholdet. |

Under uret er en dokumentarfilm fra 1985 instrueret af Betina Andersen efter eget manuskript.

## Handling
En lille historie om ensomhed og cykeltyveri. En ung mand og en kvinde skal mødes første gang, efter at kontakten er formidler via en kontaktannonce, de skal mødes under uret på hovedbanegården. Fyren glæder sig meget til mødet og bliver desperat, da han ser at hans cykel er punkteret...